# Seznam ředitelů Úřadu pro zahraniční styky a informace
Toto je seznam ředitelů Úřadu pro zahraniční styky a informace. Úřad pro zahraniční styky a informace (ÚZSI) vznikl dne 30. července 1994, jeho předchůdcem byl od 1. ledna 1993 stejnojmenný úřad, jenž byl součástí Ministerstva vnitra České republiky.

## Úřad pro zahraniční styky a informace Ministerstva vnitra České republiky
- Oldřich Černý (15. ledna 1993[1] – 30. července 1994[1])

## Úřad pro zahraniční styky a informace
- Oldřich Černý (30. července 1994[2] – 30. srpna 1998[1])
- Petr Zeman (1. září 1998 – 28. února 2001)[1]
- František Bublan (1. března 2001[1] – září 2004[3])
- genmjr. Karel Randák (1. října 2004[4] – 20. září 2006[5][6])
- brig. gen. Jiří Lang (21. září 2006[6] – 31. května 2007[7])
- brig. gen. Ivo Schwarz (1. června 2007[7] – 30. června 2014[8])
- brig. gen. Jiří Šašek (1. července 2014[8] – 12. září 2018,[9] od 16. května 2018 postaven mimo službu[10])
- brig. gen. Marek Šimandl (13. září 2018[11][12] – 7. července 2022[13])
- plk. Petr Mlejnek (8. července 2022[13] – 31. srpna 2022[14][15])
- genmjr. Vladimír Posolda (od 6. října 2022[15][16])